# República de Formosa
República de Formosa (literalmente Estado Democrático de Taiwan) foi uma república que existiu por um curto período de tempo na Ilha Formosa em 1895, na época entre a transferência formal da soberania de Taiwan da Dinastia Qing, da China, para o Império do Japão, conforme acordado no Tratado de Shimonoseki, e sua invasão e ocupação por tropas japonesas.
A República foi proclamada em 23 de maio de 1895 e extinta em 21 de outubro, quando a capital republicana, Tainan, foi ocupada pelos japoneses. Embora reivindicado às vezes como a primeira república asiática que foi proclamada, esta antecedida pela República de Lanfang, criada em 1777, bem como pela República de Ezo, estabelecida em 1869.

## Plano de fundo
Em 1894, ocorreu uma guerra entre Japão e China. Rapidamente, a frota japonesa derrotou a frota chinesa. Mesmo com a invasão tendo como palco principal o norte da China, o Japão tinha ambições no sul da China. Quando a guerra chegou ao seu fim, o império do Sol nascente garantiu que a ilha seria cedida aos japoneses. Em março de 1895, as negociações de paz entre o Japão e a China foram abertas na cidade japonesa de Shimonoseki. Embora as hostilidades no norte da China tenham sido suspensas durante essas negociações, Taiwan foi excluída do escopo do armistício, o que permitiu um planejamento da invasão japonesa à ilha. Em uma rápida campanha em Março, os japoneses capturaram a ilha, o que influenciou as negociações de paz. o Tratado de Shimonoseki, concluído em 17 de abri de 1895, formalizou a cessão de Taiwan ao Japão. Em 10 de maio, o almirante Kabayama Sukenori foi nomeado o primeiro governador-geral japonês de Taiwan.

## Proclamação da república
Assim que as notícias do tratado chegaram em Taiwan, diversos centros de Taiwan, liderados por Qiu Fengjia, não aceitaram a transferência da ilha para mãos japonesas. Então, em 23 de maio, em Taipei, estes declararam a independência da ilha de Formosa, com o governador chinês, Tang Jingsong. Qiu foi proclamado comandante da milícia, com poder de chamar as milícias contra os japoneses.

## Fim da república
A república de Formosa perdurou por 5 meses. Os japoneses desembarcaram na costa norte de Taiwan, em 29 de maio de 1895, durante uma campanha de 5 meses. 